# سرنگونی مجسمه صدام حسین
سرنگونی مجسمه صدام حسین، رویدادی در یورش به عراق در سال ۲۰۰۳ بود که پایان نمادین نبرد بغداد را رقم زد. این رویداد در ۹ آوریل ۲۰۰۳ رخ داد.

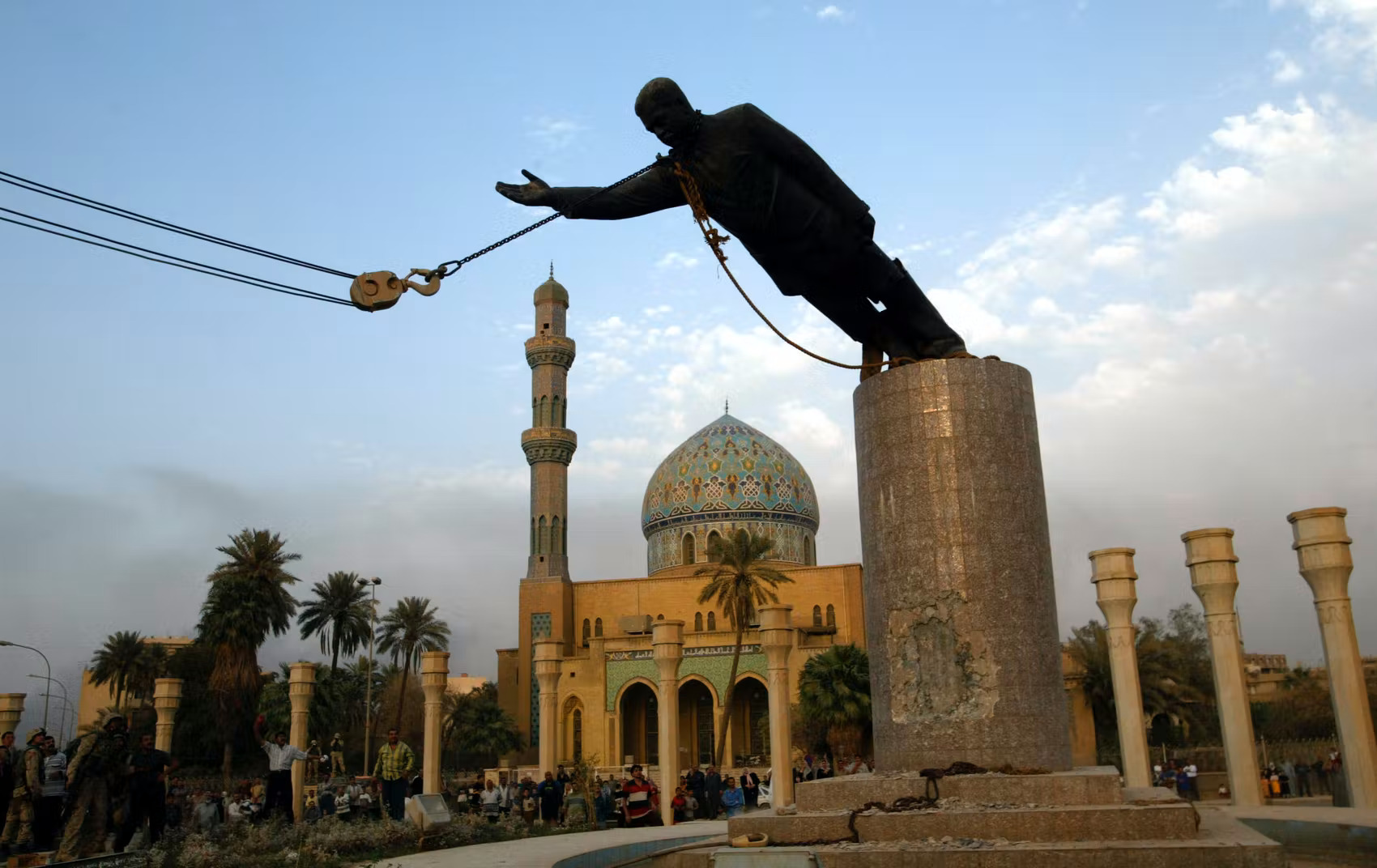
سرنگونی مجسمه صدام حسین در میدان فردوس بغداد لحظاتی پس از حمله به عراق در سال ۲۰۰۳.

## اهمیت
در آوریل ۲۰۰۲، به احترام ۶۵ سالگی صدام حسین مجسمه وی ساخته شد. 
بعد از ظهر ۹ آوریل ۲۰۰۳، گروهی از غیرنظامیان عراقی یورش به مجسمه را آغاز کردند. یکی از این اقدامات توسط کاظم شریف وزنه بردار عراقی بود که مورد توجه رسانه ها قرار گرفت. اندکی پس از آن، یک واحد پیشروی تفنگداران دریایی ایالات متحده وارد میدان فردوس شد، منطقه را ایمن سازی کرد و با روزنامه‌نگاران خارجی که در هتل فلسطین واقع در میدان بودند، تماس گرفت. پس از چند ساعت، تفنگ‌داران آمریکایی با یک خودروی بازیابی بازیابی ام۸۸ مجسمه را سرنگون کردند.
طبق کتاب شاتر، نخستین برنامه اتصال کابل بین ام۸۸ و ناحیه تنه مجسمه بود. شخصی خاطرنشان کرد که اگر کابل شکسته شود، ممکن است جرقه بزند و مردم را بکشد. روش جایگزین انتخاب پیچیدن زنجیره‌ای به دور گردن بود. سرانجام، ام۸۸ توانست مجسمه را سرنگون کند و سپس مجسمه را جدا کردند و آن را از طریق خیابان های شهر کشیدند و با کفش به آن ضربه زدند. سرنگونی مجسمه همان‌طور که اتفاق افتاد به صورت زنده در شبکه‌های خبری نشان داده شد و صفحه نخست روزنامه ها و جلد مجله ها را در سراسر جهان - نماد سقوط دولت حسین - به وجود آورد. تصاویر تخریب مجسمه، گزارش صریح وزیر اطلاعات محمد سعید الصحاف درباره پیروزی عراق در جنگ را رد کرد.
یک مجسمه سبز از «باسم حمد الدویری»، به معنای نماد همبستگی عراق، در ژوئن ۲۰۰۳ بر روی قسمت خالی نصب شد و تا زمان برداشته‌شدن و تخریب آن در سال ۲۰۱۳ در آنجا ماند.

## پرچم
قبل از سرنگونی مجسمه، سرهنگ دریایی «ادوارد چین» از گردان ۱ تانک، لشکر ۱ تفنگ‌داران دریایی از نردبان بالا رفت و پرچم آمریکا را روی صورت مجسمه قرار داد. طبق کتاب «تیرانداز»، توسط کاگلین، کوهلمن و دیویس، دیگر تفنگ‌داران دریایی فهمیدند که فاجعه روابط عمومی در حال رخ دادن است و یک زن با فریاد به تفنگ‌داران برای برداشتن پرچم. کوهلمن در حمله‌ای که در اوایل جنگ انجام شد، یک پرچم عراق را به عنوان «غنیمت جنگی» به خود اختصاص داده بود و به سرعت آن را باز کرد و به سمت مجسمه رفت. جمعیت این پرچم را گرفتند و سپس آن را بالای مجسمه قرار دادند. 

## گزارش های ناسازگار
این رویداد به طور گسترده تبلیغ شد، اما به زودی ادعاهای مربوط به صحنه آن منتشر شد. یک تصویر از این رویداد، که در ایونینگ استاندارد منتشر شد ، به صورت روتوش دگرگون داده شده بود تا جمعیت بیشتری را نشان دهد. گزارشی از لس آنجلس تایمز اظهار داشت که این یک سرهنگ ناشناس دریایی است و نه غیرنظامیان عراقی که تصمیم به سرنگونی مجسمه گرفته اند. و اینکه یک تیم عملیات روانشناختی ارتش ، سپس از بلندگوها برای ترغیب غیرنظامیان عراقی برای کمک استفاده کرده و همه را خودجوش و الهام گرفته از عراق جلوه می‌دهد. به گفته «تیم براون»؛ «این عملیات کاملاً از مرحله واشنگتن دی‌سی انجام نشده بود، اما دقیقاً یک عملیات خودجوش عراقی هم نبود.»
تفنگ‌داران حاضر در آن زمان، تفنگ‌داران چهارم گردان ۴ و همچنین گردان ۱ تانک، اظهار داشتند که این صحنه به غیر از کمک هایی که ارائه داده‌اند، صحنه‌سازی نشده است.
رابرت فیسک این رویداد را «صحنه دارترین فرصت عکس از زمان ایوو جیما» توصیف کرد. 

## پشیمانی
کاظم شریف حسن الجبوری (کشتی گیر) در سال ۲۰۱۶ گفت که از سرنگونی مجسمه پشیمان است و می‌خواهد جای آن را بگیرد. کاظم قبل از افتادن از وضعیت محرومیت از زندان و یک سال و نیم حبس، موتورسیکلت‌های رئیس جمهور برکنارشده عراق صدام حسین را تعمیر می کرد و می‌گوید ۱۵-۱۴ نفر از اعضای خانواده وی توسط رژیم بعث کشته شدند. هنگامی که آمریکایی‌ها به حومه بغداد رسیدند، وی یک چکش برای کمک به سرنگونی مجسمه دریافت کرد. پس از ورود آمریکایی‌ها به میدان ، آنها یک پرچم آمریکا را روی صورت مجسمه قرار دادند، اما کاظم نتوانست این را بپذیرد و اصرار کرد که آن‌ها از پرچم عراق استفاده کردند، که به آنها هدیه داد.
خدیم می‌گوید که پس از حمله، اوضاع هر سال بدتر می شود. درگیری، فساد، کشتار، غارت بود. صدام رفته است، اما اکنون به جای او، ما ۱۰۰۰ صدام داریم. احساس می‌کنم عراق از ما دزدیده شده است. بوش و بلر قطعاً دروغگو هستند. آن‌ها عراق را نابود کردند و ما را به صفر رساندند و ما را به قرون وسطی یا زودتر بردند. اگر من یک مجرم بودم، آن‌ها را با دستان برهنه می‌کشیدم.    
او بعدا گفت: وقتی از کنار آن مجسمه رد می‌شوم، احساس درد و ‌شرم می‌کنم. از خودم می‌پرسم:«چرا این مجسمه را سرنگون کردم؟»، من می‌خواهم آن را به عقب برگردانم، تا دوباره بسازم. من آن را دوباره مطرح می‌کردم ‌اما می‌ترسم کشته شوم.